# Belsh
Belsh, korábban Belesh város Albánia középső részén, Elbasan városától légvonalban 22, közúton 31 kilométerre délnyugatra, a Dumreja vidékén, a Belshi-tó nyugati partján. Elbasan megyén belül Belsh község székhelye, valamint Belsh alközség központja. A tóvidéken fekvő városka Dumreja központi települése.

## Fekvése
Belsh Cërrik városából az SH58-as jelű aszfaltozott úton érhető el (11 km), amely innen nyugatra, Lushnja irányába (24 km) megy tovább, de rosszabb minőségben. Ugyancsak innen indul ki a tengerparti síkra vezető SH68-as főút (21 km). Belsh városát másodrendű, helyenként szűk vagy rossz minőségű utak kötik össze Peqin (20 km) és Kuçova (32 km) városokkal.

## Történelme
A Belsh melletti Gradishta magaslatát a késő bronzkortól (i. e. 1500–1200) a középkor elejéig, az i. sz. 6. századig lakták, a település a vaskortól az illírek közé tartozó parthinok egyik fontos települése, hellenizálódott kereskedelmi központja volt..
Az oszmán fennhatóság évszázadaiban Belsh az Elbasan és Lushnja közötti karavánút egyik állomása volt. A kegyvesztett miniszterelnök, Mehmet Shehu rejtélyes 1981-es halálát követően a Shehu család börtöntől megmenekült tagjait Belshbe internálták.

## Nevezetességei
A csendes tóparti kisváros nevezetessége egy műemléki védelem alatt álló görögkeleti templomrom.